# Fridhem, Umeå

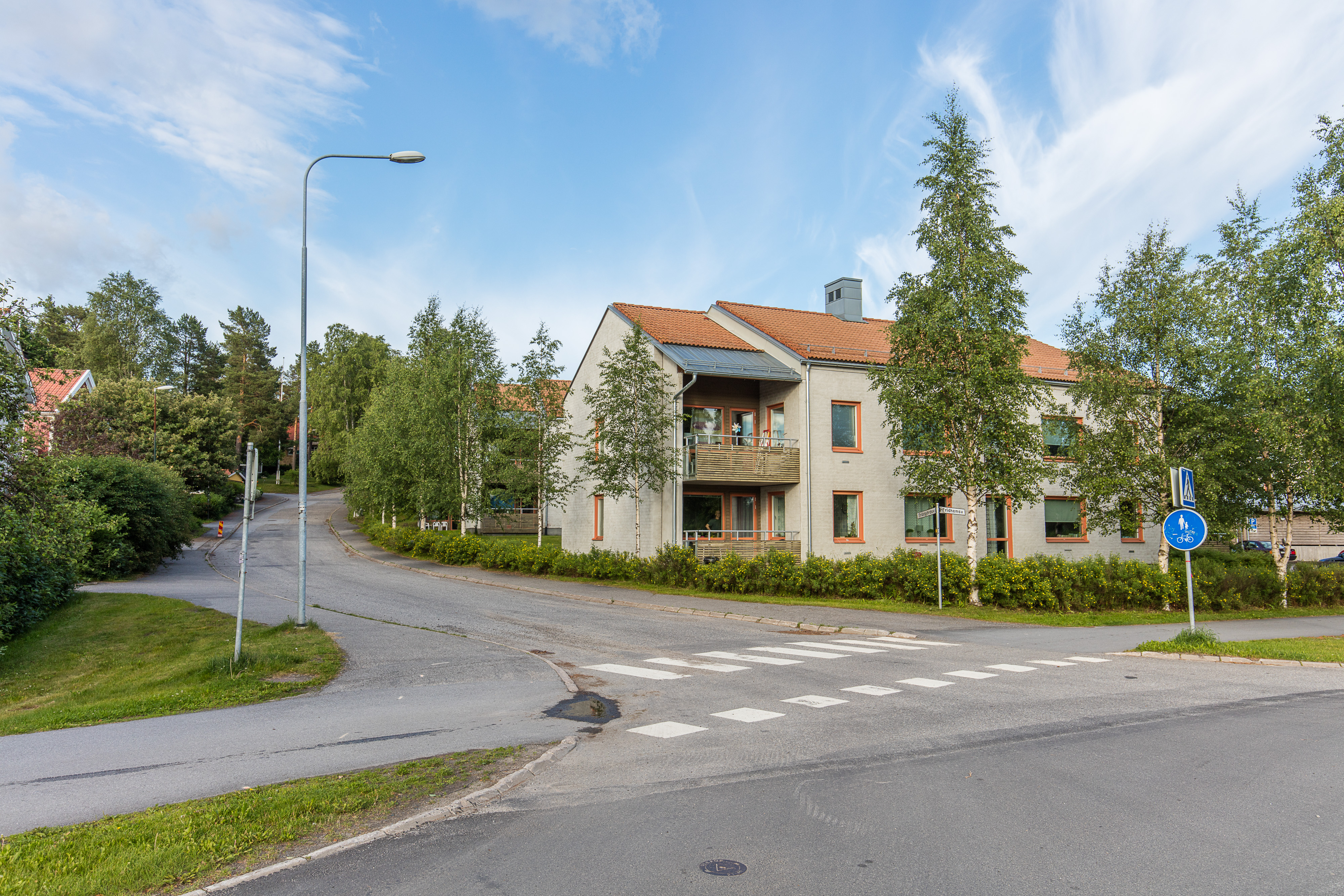
Korsningen Fridhemsvägen-Trädgårdsvägen på Fridhem i Umeå

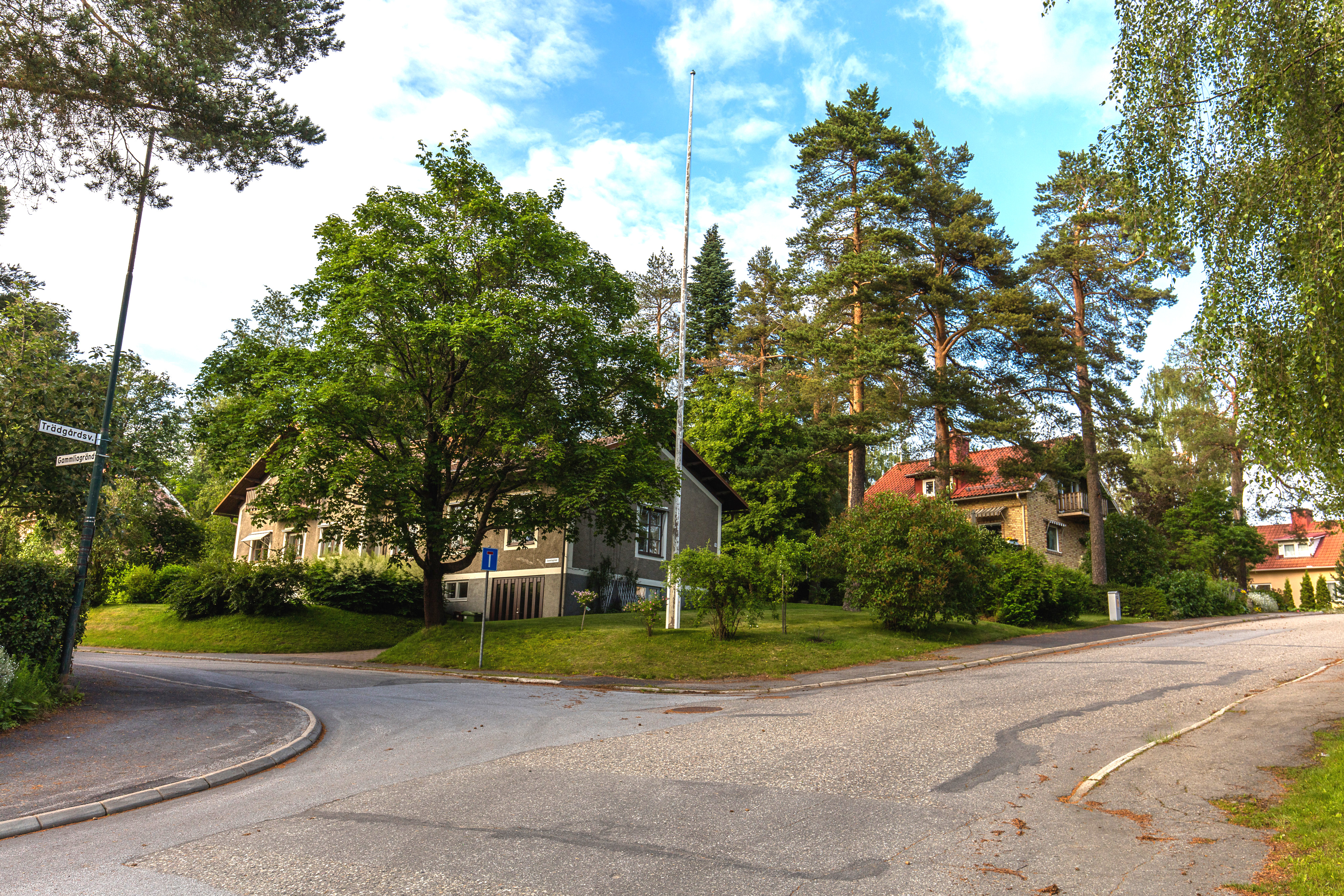
Trädgårdsvägen på Fridhem.

Fridhem är ett litet bostadsområde i Umeå, beläget cirka 2 km från centrum i det sydvästra hörnet av Berghem mellan Gammlia och Blå Vägen.
Fridhem är Umeås äldsta villaområde med ett 30-tal individuellt utformade villor, samt några flerfamiljshus.

## Historia
Ända fram till 1917 var området landsbygd, innan staden köpte marken för att anlägga ett egnahemsområde. Planerna ändrades och staden anlade sitt växthus där istället. År 1932 planlades Fridhem och det första hus som året därpå uppfördes var ett tvåvåningshus i funkisstil ritat av Denis Sundberg. 1950 utvidgades det planlagda området och den södra delen av Fridhem som först var tänkt till bostäder fick 1958 istället ge plats för Fridhemsgymnasiet (tidigare Östra gymnasiet).